# Gottfried Behm

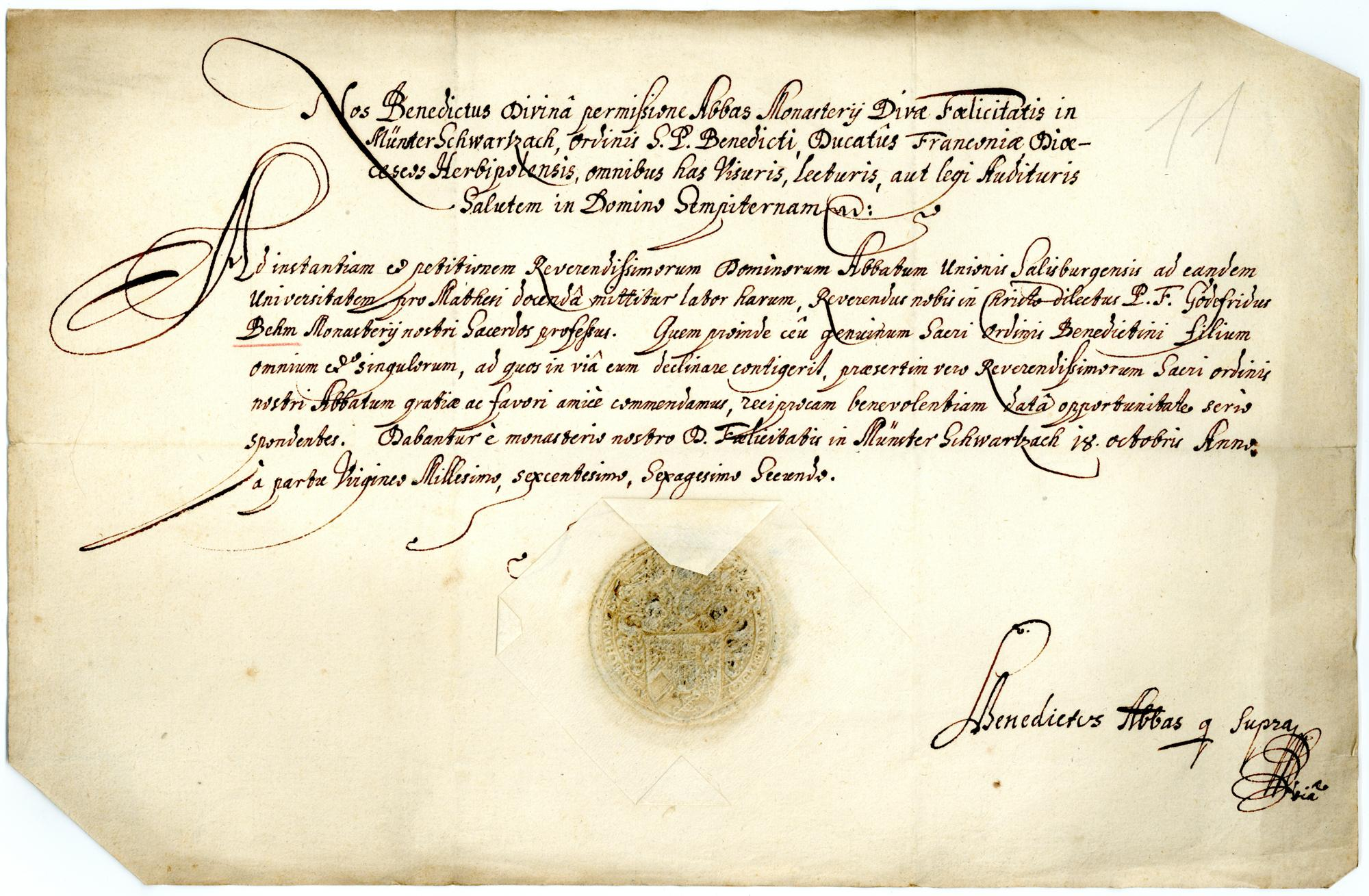
Zeugnis des Münsterschwarzacher Abtes Benedikt II. Weidenbusch für Gottfried Behm, 1662

Gottfried Behm OSB (auch Gottfried Böhm; Godefridus Behm; * August 1636 in Randersacker; † 10. Februar 1674 in Sommerach) war ein deutscher Benediktiner in der Abtei Münsterschwarzach. Er tat sich als Astronom hervor und wirkte als Professor für Mathematik an der Universität Salzburg.

## Leben
Gottfried Behm wurde um den 17. August 1636 in Randersacker geboren, das ein bedeutender Winzerort im Hochstift Würzburg war. Über die Familie des jungen Gottfried haben sich keine Quellen erhalten. Er erhielt seine Schulausbildung bei den eng mit der dortigen Universität verbundenen Jesuiten. Im Jahr 1654 trat er als Novize in die Abtei Münsterschwarzach ein. 1659 wurde er zum Priester geweiht. Während seines Noviziats und auch später vertiefte er seine Studien der Astronomie und anderer Fächer an der klostereigenen Hochschule in Münsterschwarzach. So wurde ihm im Jahr 1658 der Magistergrad in Philosophie zuerkannt.
Im Jahr 1662 verfasste der Abt von Münsterschwarzach, Benedikt II. Weidenbusch, eine Art Empfehlungsschreiben, mit dem seinem Konventualen Gottfried die Möglichkeit der Lehre an der Benediktineruniversität in Salzburg eröffnet wurde. Er stieg in Salzburg schnell zum Professor für Mathematik auf, unterrichtete aber auch Hebräisch. Nach zwei Jahren verließ Behm Salzburg wieder. Anschließend setzten ihn die Klosteroberen in Münsterschwarzach für drei Jahre als Pfarrer in der Klosterpfarrei Wiesentheid ein. 1671 erfolgte ein zweiter Ruf nach Salzburg. Seine Dozententätigkeit wurde hier durch die Ereignisse des Holländischen Krieges jäh unterbrochen. Behm kehrte als Pfarrer der Eucharius-Pfarrei Sommerach nach Franken zurück. Hier starb Behm am 5. Februar 1674 am Englischen Schweiß. Obwohl seine Amtszeit immer wieder mit verbotenen alchemistischen Praktiken in Verbindung gebracht wurde, erhielt er von seinem Nachfolger Augustin Voit einen Gedenkstein in der Sommeracher Euchariuskirche.

## Werke (Auswahl)
Gottfried Behm schuf eine Vielzahl an Werken, die überwiegend eng mit seiner Tätigkeit in Salzburg verbunden waren. Das „Polymetrum“ genannte Werk kann als Einstieg in die Grundlagen der Mathematik gelten. Behm führte die Berechnung von Flächen und Raumkörpern vor. Ebenfalls als Lehrbuch war das Werk „Lignum“ vorgesehen. Es ermöglichte den Einstieg in die Astronomie. 1663 erschien außerdem eine Anleitung zum Lernen des Hebräischen. Behm besaß eine Bibliothek, von der sich einzelne Werke erhalten haben. So wurde ein 1581 gedruckter Katechismus aus seinem Nachlass versteigert. 

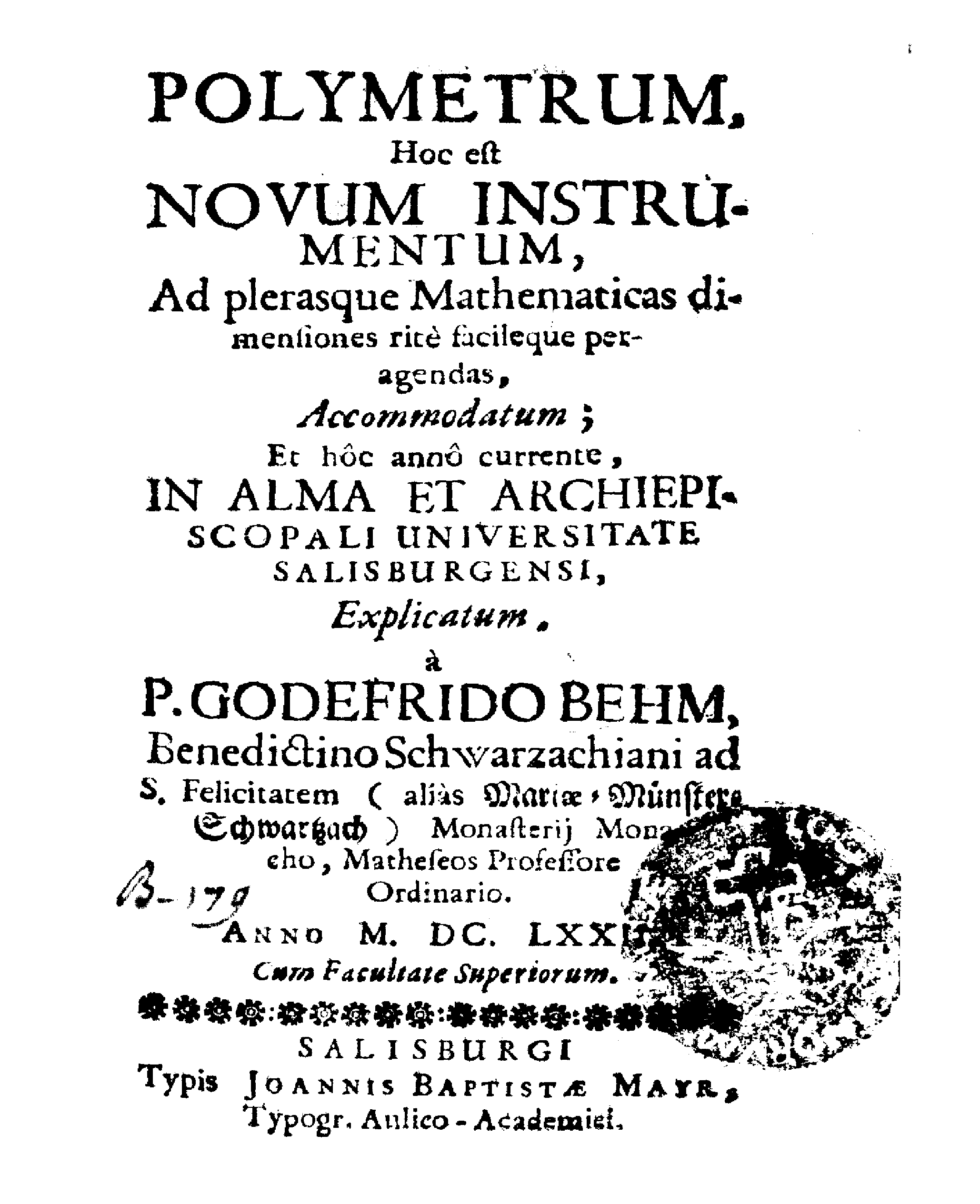
Titelseite des Polymetrum

- mit Andreas Hausmann, Marian Uhl, Leopold Wohlgemuth: Plausus Logosophicus, Sive Theses Logicae Cordintimâ cum Acclamatione exhibitae. Hoc Est Jubilus Montium [...] D. Philippo Valentino, imperialis ecclesiae Bambergensis episcopo. Hertz, Würzburg 1661 (Digitalisat).
- Ad Mariano-Benedictinum Lignum Vitae Visu Pulcherrimum, Neosteganographicis Astronomiae trophaeis insignitum associavit, Thomistico-Benedictinum Lignum Scientiae Boni Et Mali Ad Vescendum suave, (Theses nimirum Philosophicas) Et Disputationi publicae exposuit P. Godefridus Behm [...]. Hertz, Würzburg 1662.
- Polymetrum, Hoc est Novum Instrumentum, Ad plerasque Mathematicas dimensiones rite facileque peragendas. Johann Baptist Mayr, Salzburg 1672 (Digitalisat).

## Wappen
Das persönliche Wappen des Gottfried Behm, das dieser wohl vor allem in seiner Zeit als Salzburger Universitätsprofessor führte, hat sich auf dem Gedenkstein in der Sommeracher Pfarrkirche erhalten. Es verweist auf die Tätigkeit des Mannes als Astronom. Blasonierung: Ein gleichseitiges Dreieck mit einem sechszackigen Stern im Zentrum. Die Tingierung ist unklar.